# Корде, Шарлотта
Мари́ А́нна Шарло́тта Корде́ д’Армо́н (фр. Marie-Anne-Charlotte de Corday d’Armont), более известная как Шарлотта Корде (фр. Charlotte Corday; 27 июля 1768, приход Сен-Сатюрнен-де-Линьери близ Вимутье, Нормандия — 17 июля 1793, Париж) — французская дворянка, убийца Жана-Поля Марата. Казнена якобинцами.

## Биография

### Семья. Детство

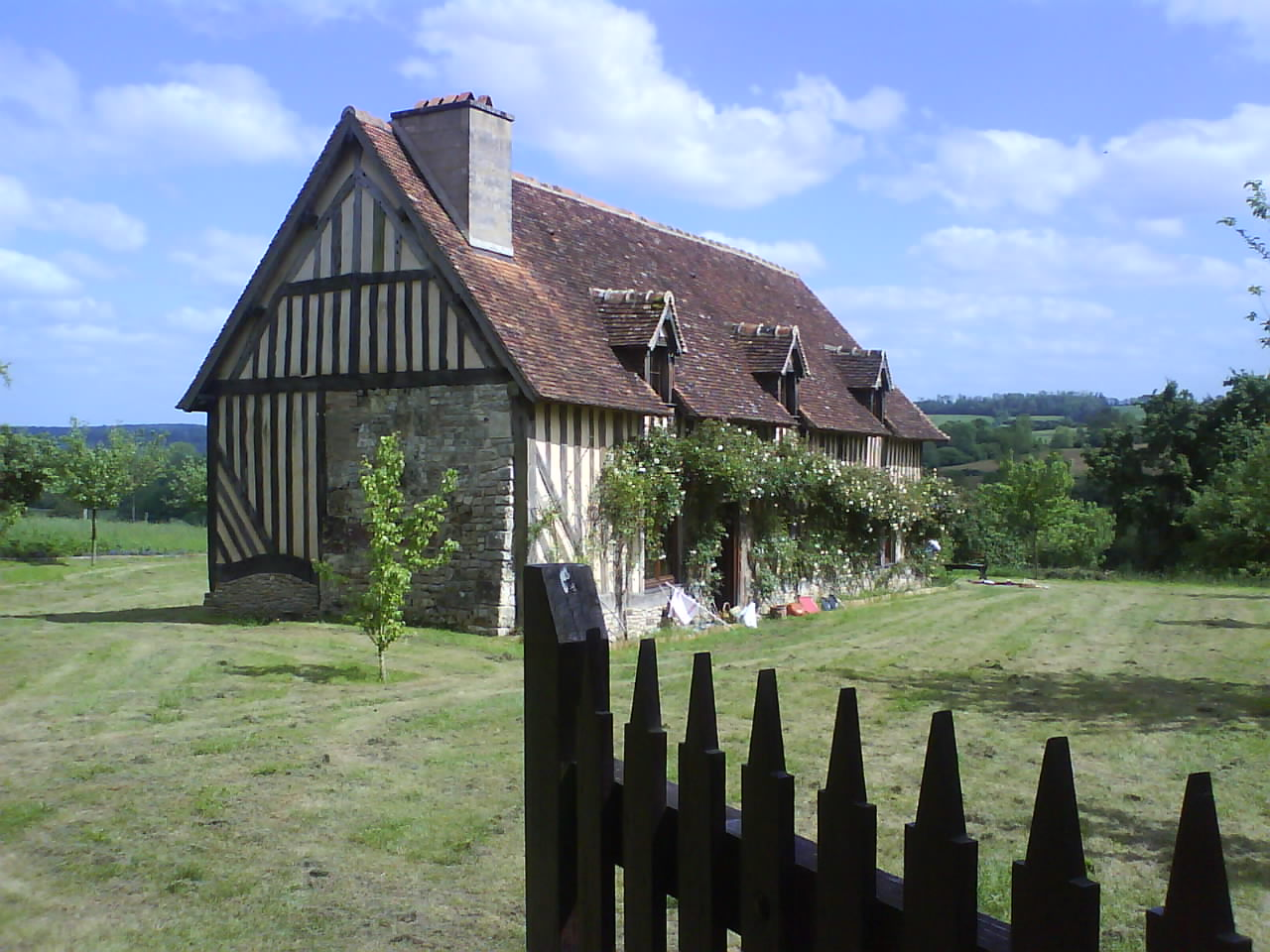
Ронсере, дом родителей Шарлотты Корде

Дочь Жака Франсуа Алексиса де Корде д’Армон и Мари Жаклин, урождённой де Готье де Мениваль, правнучка знаменитого драматурга Пьера Корнеля. Корде были древней дворянской семьёй. Отец Мари Анны Шарлотты как третий сын не мог рассчитывать на наследство: в соответствии с майоратом оно перешло к старшему брату. Некоторое время Жак Франсуа Алексис служил в армии, потом вышел в отставку, женился и занялся сельским хозяйством. Детство Мари Анна Шарлотта провела на родительской ферме Ронсере. Некоторое время она жила и училась у брата отца — кюре прихода Вик Шарля Амедея. Дядя дал ей начальное образование и познакомил с пьесами их знаменитого предка — Корнеля.

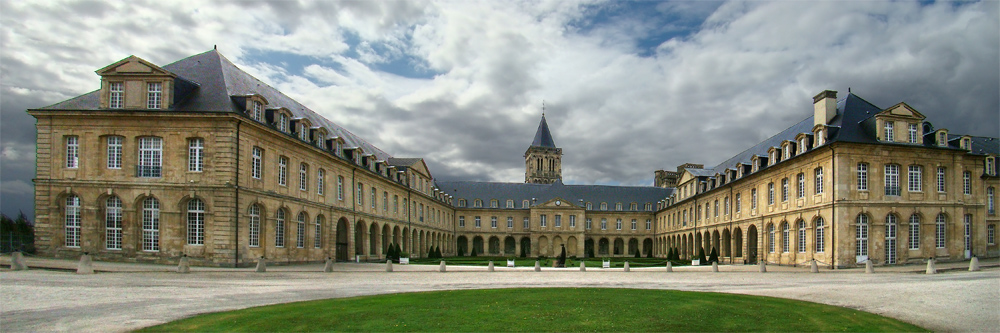
Аббатство Святой Троицы в Кане

Когда девочке было четырнадцать лет, при родах умерла её мать. Отец пытался устроить Мари Анну Шарлотту и её младшую сестру Элеонору в пансион Сен-Сир, но ему было отказано, так как Корде не входили в число дворянских семей, отличившихся на королевской службе. Девочек приняли пансионерками на казённое содержание в бенедиктинское аббатство Святой Троицы в Кане, где коадъютриссой была их дальняя родственница — мадам Пантекулан.
В монастыре разрешалось читать не только духовные книги, и юная Корде познакомилась с сочинениями Монтескьё, Руссо, аббата Рейналя.

### Революция

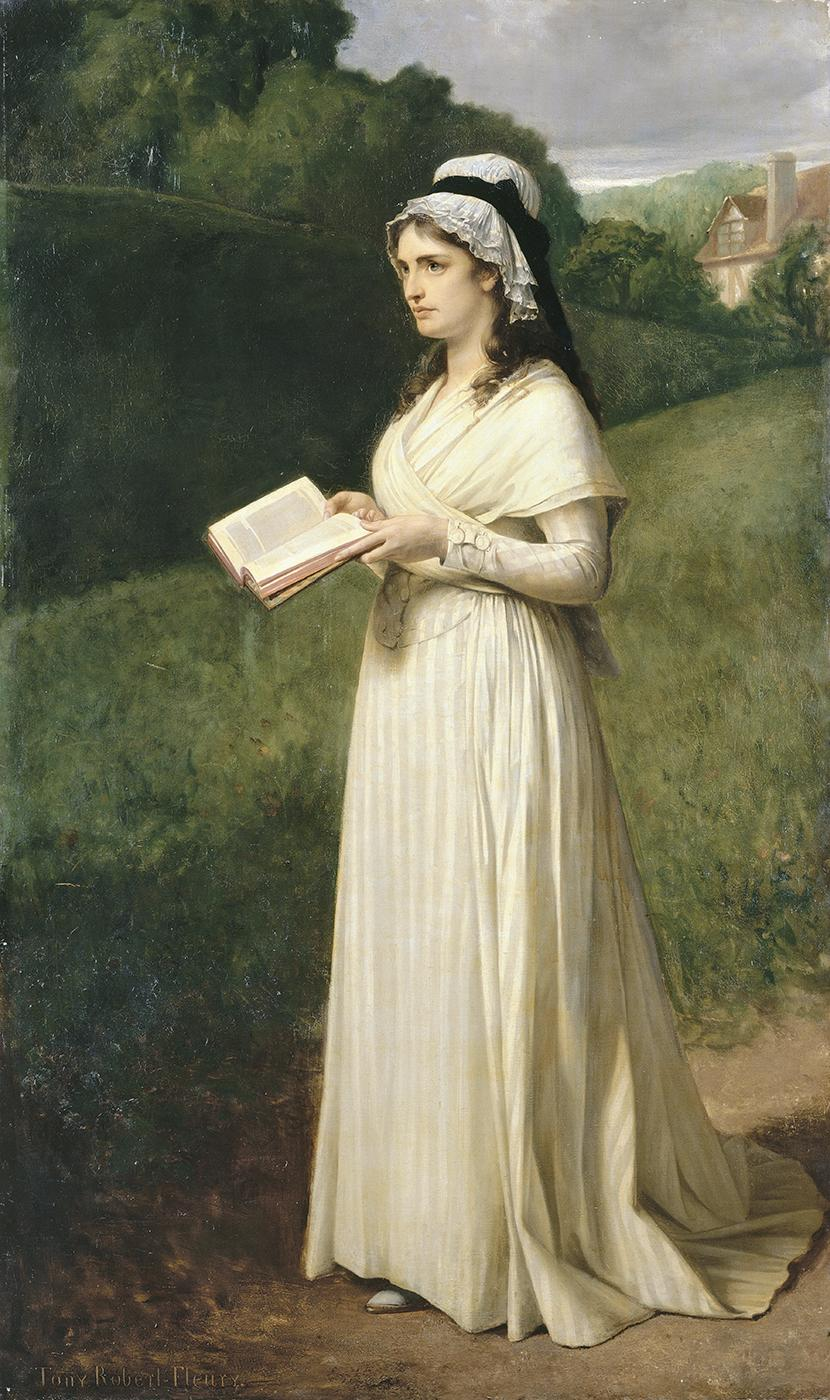
Шарлотта Корде в 1793 году. Картина работы Тони Робер-Флёри, Музей Бонна-Элеу

В соответствии с антиклерикальными декретами 1790 года монастырь был закрыт, и в начале 1791 года Шарлотта вернулась к отцу. Корде жили сначала в Мениль-Имбере, потом из-за ссоры главы семьи с местным браконьером переехали в Аржантан. В июне 1791 года Шарлотта поселилась в Кане у своей троюродной тётки мадам де Бетвиль. По воспоминаниям её подруги по Кану Аманды Луайе (мадам Маромм), «ни один мужчина никогда не произвёл на неё ни малейшего впечатления; мысли её витали совсем в иных сферах <…> …она менее всего думала о браке». С монастырских времён Шарлотта много читала (за исключением романов), позднее — многочисленные газеты и брошюры разных политических направлений. По словам мадам Маромм, на одном из званых обедов в доме тётки Шарлотта демонстративно отказалась выпить за короля, заявив, что не сомневается в его добродетели, но «он слаб, а слабый король не может быть добрым, ибо у него не хватит сил предотвратить несчастья своего народа». Вскоре Аманда Луайе вместе с семьёй переехала в более спокойный Руан, девушки переписывались и в письмах Шарлотты «звучали печаль, сожаления о бесполезности жизни и разочарование ходом революции». Почти все письма Корде, адресованные подруге, уничтожила мать Аманды, когда стало известно имя убийцы Марата.

Казнь Людовика XVI потрясла Шарлотту; девушка, ставшая «республиканкой задолго до революции», оплакивала не только короля: 
…Вы знаете ужасную новость, и Ваше сердце, как и моё, трепещет от возмущения; вот она, наша добрая Франция, отданная во власть людям, причинившим нам столько зла! <…> Я содрогаюсь от ужаса и негодования. Будущее, подготовленное настоящими событиями, грозит ужасами, которые только можно себе представить. Совершенно очевидно, что самое большое несчастье уже случилось. <…> Люди, обещавшие нам свободу, убили её, они всего лишь палачи.

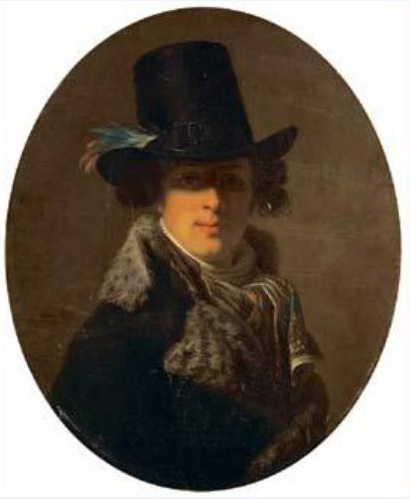
Жан Шарль Мари Барбару

В июне 1793 года в Кан прибыли мятежные депутаты-жирондисты. Особняк Интендантства на улице Карм, где они размещались, стал центром оппозиции в изгнании.
Шарлотта приняла восстания федералистов близко к сердцу и решила устранить Марата — главного, по её мнению виновника гражданской войны. Она встретилась с одним из депутатов-жирондистов Барбару, ходатайствуя за лишившуюся пенсии подругу по монастырю — канониссу Александрин де Форбен, эмигрировавшую в Швейцарию. Это был предлог для её поездки в Париж, паспорт для которой она получила ещё в апреле. Шарлотта просила рекомендацию и предложила передать письма жирондистов друзьям в столицу. Вечером 8 июля Корде получила от Барбару рекомендательное письмо депутату Конвента Дюперре и несколько брошюр, которые Дюперре должен был передать сторонникам жирондистов. В ответной записке она обещала написать Барбару из Парижа. Взяв письмо от Барбару, Шарлотта рисковала быть арестованной по дороге в Париж: 8 июля Конвент принял декрет, объявляющий жирондистов в изгнании «изменниками отечества». В Кане об этом станет известно только через три дня. Перед отъездом Шарлотта сожгла все свои бумаги и написала прощальное письмо отцу, в котором, чтобы отвести от него все подозрения, сообщала, что уезжает в Англию.

### Париж

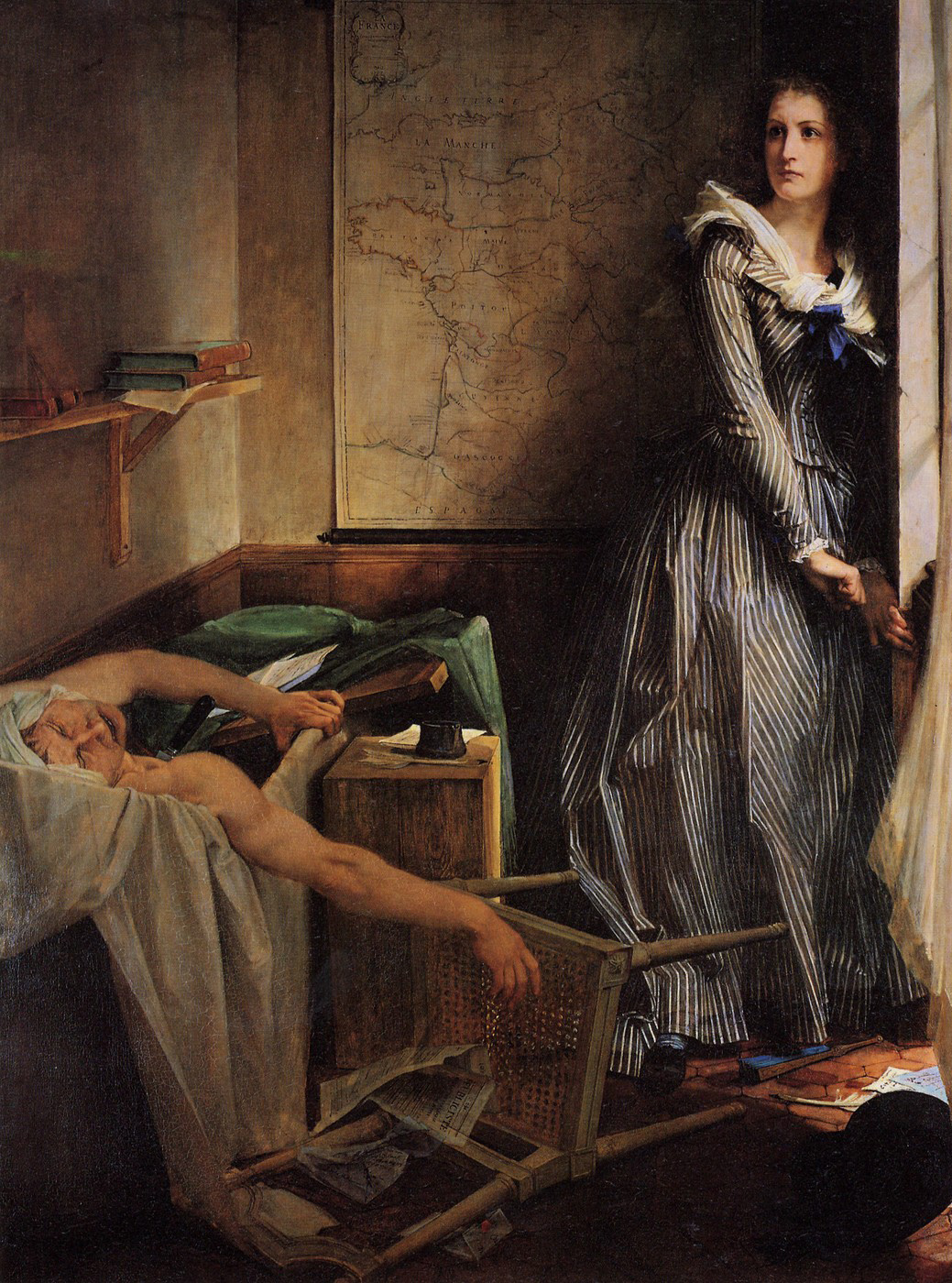
Шарлотта Корде. Картина художника Бодри (1868), создана в период официального культа Корде и осуждения революции при Наполеоне III. Полотно достаточно точно передаёт сцену убийства Марата

Корде приехала в Париж 11 июля и остановилась в «Провиданс» на улице Вьез-Огюстен. С Дюперре она встретилась вечером того же дня. Изложив свою просьбу по делу Форбен и условившись с ним увидеться на следующий день утром, Шарлотта неожиданно сказала: «Гражданин депутат, ваше место в Кане! Бегите, уезжайте не позже завтрашнего вечера!». На следующий день Дюперре проводил Корде к министру внутренних дел Гара, однако тот был занят и не принимал посетителей. В этот же день Дюперре встретился с Шарлоттой ещё раз: его бумаги, как и бумаги других депутатов-сторонников жирондистов, были опечатаны — он не мог ей ничем помочь, а знакомство с ним стало опасно. Корде ещё раз посоветовала ему бежать, но депутат не был намерен «покидать Конвент, куда его избрал народ».
Перед покушением Корде написала «Обращение к французам, друзьям законов и мира»: 

 …Французы! Вы знаете своих врагов, вставайте! Вперёд! И пусть на руинах Горы останутся только братья и друзья! Не знаю, сулит ли небо нам республиканское правление, но дать нам в повелители монтаньяра оно может только в порыве страшной мести…
 О, Франция! Твой покой зависит от исполнения законов; убивая Марата, я не нарушаю законов; осуждённый вселенной, он стоит вне закона. <…> О, моя родина! Твои несчастья разрывают мне сердце; я могу отдать тебе только свою жизнь! И я благодарна небу, что я могу свободно распорядиться ею; никто ничего не потеряет с моей смертью; но я не последую примеру Пари и не стану сама убивать себя. Я хочу, чтобы мой последний вздох принёс пользу моим согражданам, чтобы моя голова, сложенная в Париже, послужила бы знаменем объединения всех друзей закона!…
В «Обращении…» Шарлотта подчеркнула, что действует без помощников и в её планы никто не посвящён. В день убийства текст «Обращения…» и свидетельство о своём крещении Шарлотта прикрепила булавками под корсажем.
Корде знала, что из-за болезни Марат не бывает в Конвенте и найти его можно дома.

### Убийство Марата
Утром 13 июля 1793 года Корде отправилась в Пале-Рояль, называвшийся в то время садом Пале-Эгалите, и купила в одной из лавок кухонный нож. До дома Марата на улице Кордельеров, 30 она доехала в фиакре. Корде пыталась пройти к Марату, сообщив, что прибыла из Кана, чтобы рассказать о готовящемся там заговоре. Однако гражданская жена Марата Симона Эврар не пустила посетительницу. Вернувшись в гостиницу, Корде написала письмо Марату с просьбой назначить встречу после полудня, но забыла указать обратный адрес.

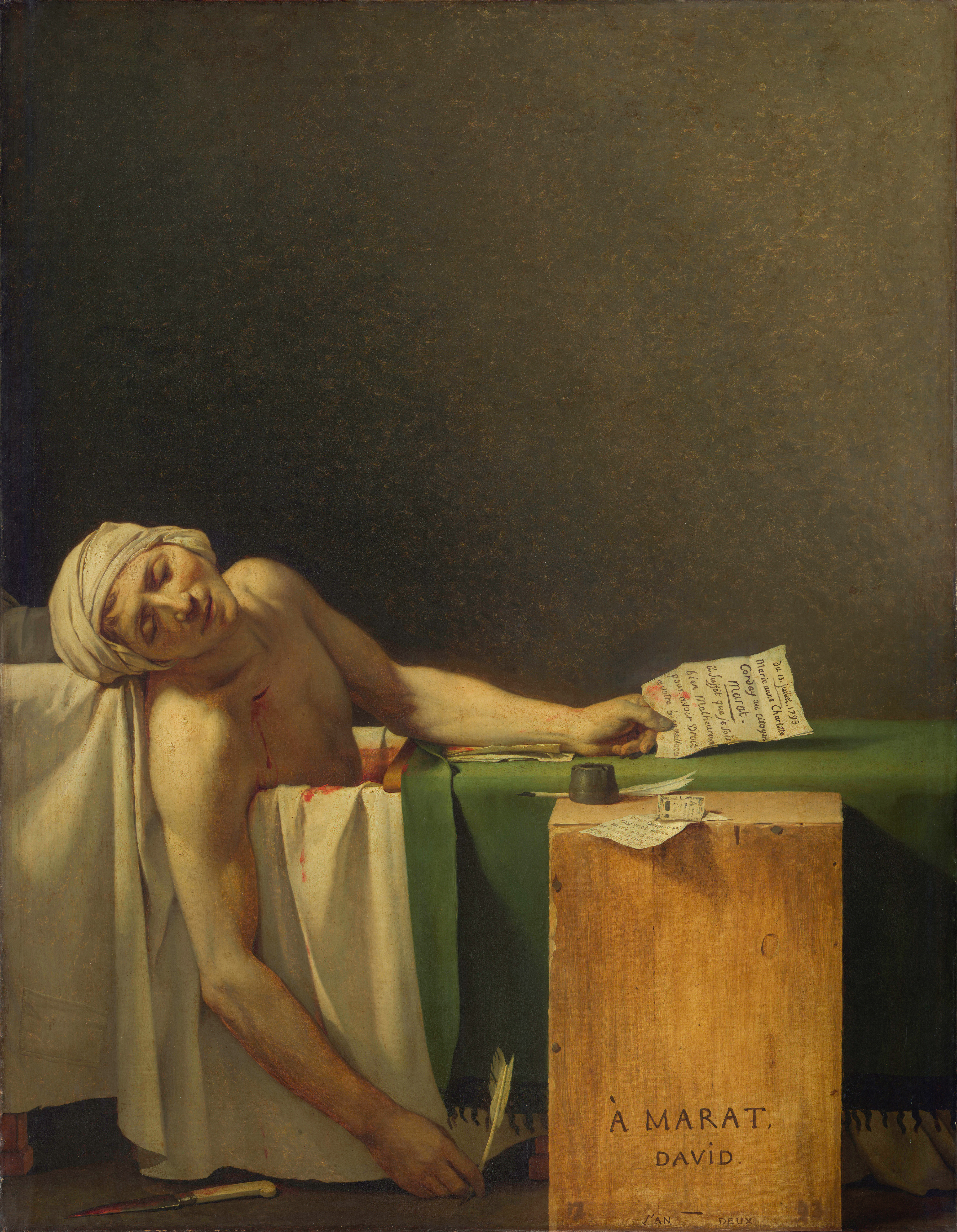
Смерть Марата (Жак Луи Давид, 1793)

Не дождавшись ответа, она написала третью записку и вечером снова поехала на улицу Кордельеров. На этот раз она достигла своей цели. Марат принял её, сидя в ванне, где он находил облегчение от кожной болезни (экзема). Корде сообщила ему о депутатах-жирондистах, бежавших в Нормандию, и дважды ударила его ножом в грудь после того, как тот сказал, что в скором времени отправит их всех на гильотину.
Корде была схвачена на месте. Из тюрьмы Шарлотта послала Барбару письмо: «Я думала, что умру сразу; люди мужественные и поистине достойные всяческих похвал оберегли меня от вполне понятной ярости тех несчастных, которых я лишила их кумира».

### Следствие и суд
Первый раз Шарлотту допросили на квартире Марата, второй — в тюрьме Аббатства. Её поместили в камеру, где до того содержались мадам Ролан, а позднее — Бриссо. В камере круглосуточно находились два жандарма. Когда Корде узнала, что Дюперре и епископ Фоше арестованы как её сообщники, она написала письмо с опровержением этих обвинений. 16 июля Шарлотту перевели в Консьержери. Этим же днём её допросили в Уголовном Революционном трибунале под председательством Монтане в присутствии общественного обвинителя Фукье-Тенвиля. Своим официальным защитником она выбрала депутата Конвента от Кальвадоса Густава Дульсе, тот был извещён письмом, но получил его уже после смерти Корде. На суде, состоявшемся утром 17 июля, её защищал Шово-Лагард, будущий защитник Марии Антуанетты, жирондистов, мадам Ролан. Корде держалась со спокойствием, поразившим всех присутствующих. Ещё раз она подтвердила, что у неё не было сообщников. После того, как были заслушаны свидетельские показания и допрошена Корде, Фукье-Тенвиль зачитал письма к Барбару и отцу, написанные ею в тюрьме. Общественный обвинитель потребовал для Корде смертной казни.

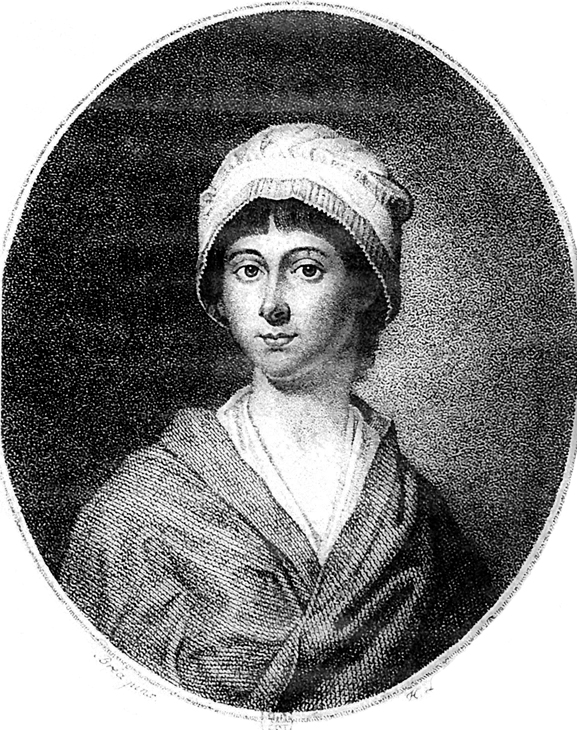
Гравюра по рисунку Шарля-Поля Жерома де Бре, сделанному в день казни

Во время речи Фукье-Тенвиля защитнику было передано приказание от присяжных хранить молчание, а от председателя суда — объявить Корде сумасшедшей:
…Они все хотели, чтобы я унизил её. Лицо же подсудимой за всё это время нисколько не изменилось. Только когда она посмотрела на меня, она словно сказала мне, что не хочет быть оправданной.
 Речь Шово-Лагарда в защиту Шарлотты Корде:
Обвиняемая сама признаётся в совершённом ею ужасном преступлении; она сознаётся, что совершила его хладнокровно, заранее всё обдумав, и тем самым признаёт тяжкие, отягощающие её вину обстоятельства; словом, она признаёт всё и даже не пытается оправдаться. Невозмутимое спокойствие и полнейшее самоотречение, не обнаруживающие ни малейшего угрызения совести даже в присутствии самой смерти — вот, граждане присяжные, вся её защита. Такое спокойствие и такое самоотречение, возвышенные в своём роде, не являются естественными и могут объясняться только возбуждением политического фанатизма, вложившего ей в руку кинжал. И вам, граждане присяжные, предстоит решить, какое значение придать этому моральному соображению, брошенному на весы правосудия. Я полностью полагаюсь на ваше справедливое решение. 
 Присяжные единогласно признали Корде виновной и вынесли ей смертный приговор. Выходя из зала суда, Корде поблагодарила Шово-Лагарда за мужество, сказав, что он защищал её так, как хотелось ей. В своём последнем письме, написанном перед казнью, она обратилась к депутату Дульсе:
Гражданин Дульсе де-Понтекулан поступил трусливо, отказавшись меня защищать, когда это было так легко сделать. Тот, кто принял на себя мою защиту, провёл её наиболее достойным образом, и я буду ему благодарна до своего последнего мгновения.
Ожидая казни, Шарлотта позировала художнику Гойеру, начавшему её портрет ещё во время судебного заседания, и разговаривала с ним на разные темы. Прощаясь, она подарила Гойеру прядь своих волос.
От исповеди Шарлотта Корде отказалась.
По постановлению суда её должны были казнить в красной рубашке, одежде, в которой, согласно законам того времени, казнили наемных убийц и отравителей. Надевая рубашку, Корде произнесла: «Одежда смерти, в которой идут в бессмертие».

### Казнь

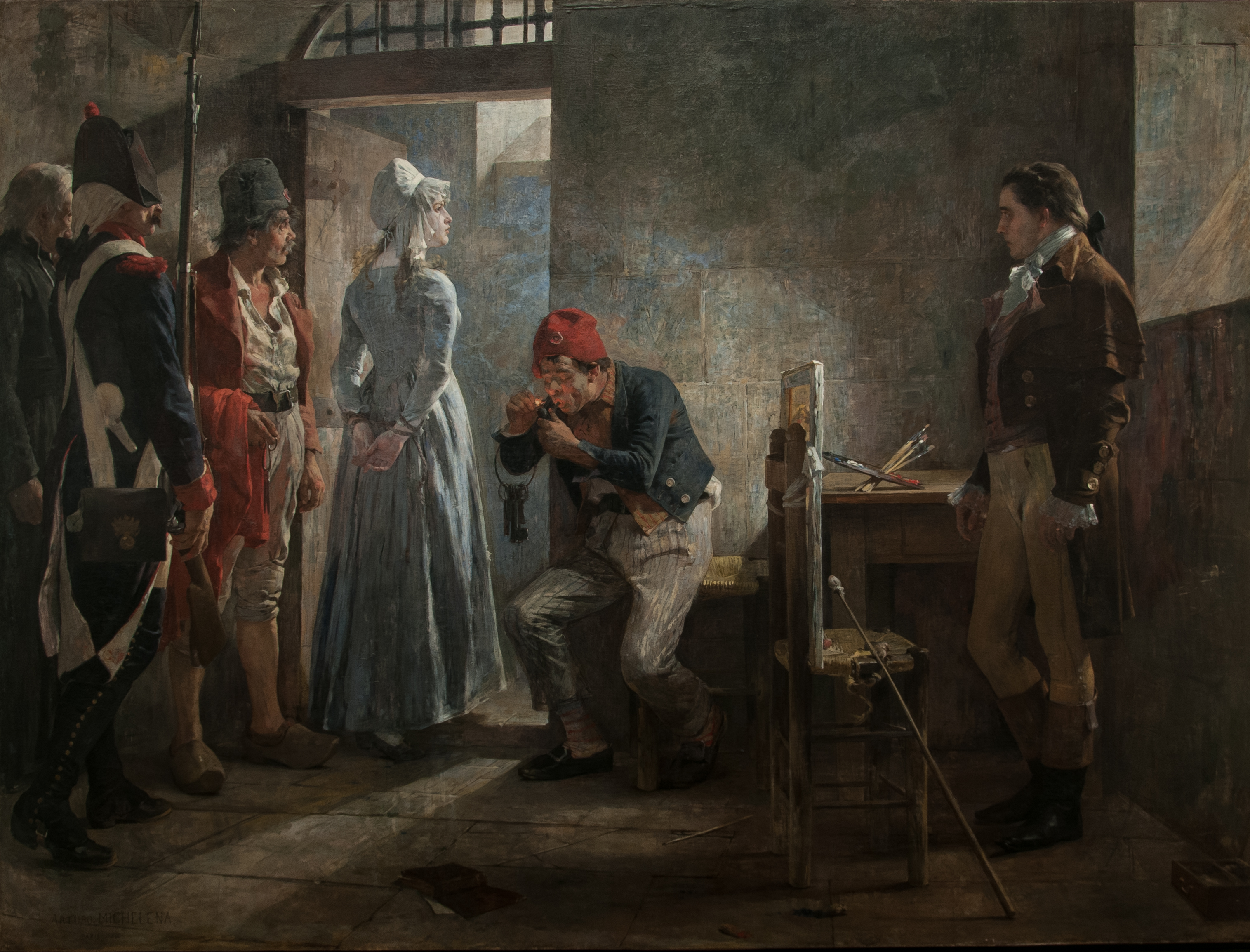
Шарлотта Корде (Артуро Мишелена, 1889)

Подробно о последних часах жизни Шарлотты Корде в своих воспоминаниях рассказал палач Сансон. По его словам, он не встречал подобного мужества у приговорённых к смерти со времён казни де Ла Барра в 1766 году. Весь путь от Консьержери до места казни она стояла в телеге, отказавшись сесть. Когда Сансон, поднявшись, заслонил от Корде гильотину, она просила его отойти, так как никогда прежде не видела этого сооружения. Шарлотту Корде казнили в половине восьмого вечера 17 июля на площади Революции.
Некоторые свидетели казни утверждали, что плотник, помогавший в тот день устанавливать гильотину, подхватил отсечённую голову Шарлотты и нанёс ей удар по лицу. В газете «Революсьон де Пари» (фр. Revolutions de Paris) появилась заметка, осуждающая этот поступок. Палач Сансон счёл необходимым опубликовать в газете сообщение, что «это сделал не он, и даже не его помощник, а некий плотник, охваченный небывалым энтузиазмом, плотник признал свою вину».
Чтобы убедиться, что Корде была девственна, её тело подвергли медицинской экспертизе. Шарлотту Корде похоронили на кладбище Мадлен во рву № 5. Во время Реставрации кладбище было ликвидировано.

### Судьба родственников Корде
В июле 1793 года представители муниципалитета Аржантана обыскали дом отца Шарлотты Жака Корде и подвергли его допросу. В октябре 1793 года он был арестован вместе со своими престарелыми родителями. Бабку и деда Шарлотты освободили в августе 1794 года, отца — в феврале 1795 года. Он был вынужден эмигрировать: имя Жака Корде было внесено в список лиц, которые по закону Директории в двухнедельный срок должны были покинуть страну. Корде поселился в Испании, где жил его старший сын (Жак Франсуа Алексис), умер в Барселоне 27 июня 1798 года. Дядя Шарлотты Пьер Жак де Корде и её младший брат Шарль Жак Франсуа, также эмигрировавшие, участвовали в десанте роялистов на полуостров Киберон 27 июня 1795 года. Они были взяты в плен республиканцами и расстреляны. Второй дядя Шарлотты, аббат Шарль Амедей Корде, подвергся преследованиям из-за того, что не присягнул новой власти, эмигрировал, возвратился на родину в 1801 году, умер в 1818 году.

## Реакция на убийство Марата
Марат был объявлен жертвой жирондистов, вступивших в сговор с роялистами. Верньо, когда до него дошли вести из Парижа, воскликнул: «Она [Корде] губит нас, но учит нас умирать!». Огюстен Робеспьер надеялся, что смерть Марата «благодаря обстоятельствам, сопровождавшим её», будет полезна республике. По некоторым мнениям, Корде дала повод превратить Марата из пророка в мученика, а сторонникам террора — истреблять своих политических противников. Мадам Ролан в тюрьме Сент-Пелажи сожалела о том, что убит Марат, а не «тот, который гораздо более виновен» (Робеспьер). По словам Луи Блана, Шарлотта Корде, заявившая на суде, что «убила одного, чтобы спасти сто тысяч», была самой последовательной ученицей Марата: она довела до логического завершения его принцип — принести в жертву немногих ради благополучия всей нации.
Стихийно возник культ почитания Марата: по всей стране в церквях на алтарях, задрапированных трёхцветными полотнищами были выставлены его бюсты, его сравнивали с Иисусом, в его честь переименовывались улицы, площади, города. После пышной и длинной церемонии он был похоронен в саду Кордельеров, а через два дня его сердце торжественно перенесено в клуб Кордельеров.
Издателю «Бюллетеня Революционного трибунала», пожелавшему опубликовать предсмертные письма и «Обращение» Шарлотты Корде, Комитет общественной безопасности ответил отказом, посчитав излишним привлекать внимание к женщине, «которая и без того вызывает большой интерес у недоброжелателей». Поклонники Марата в своих пропагандистских сочинениях изображали Шарлотту Корде безнравственной особой, старой девой с головой, «напичканной разного рода книгами», гордячкой, не имевшей принципов, пожелавшей прославиться на манер Герострата.
Делегат из Майнца, доктор философии, Адам Люкс, переживавший поражение жирондистов настолько, что решил обязательно умереть, протестуя против надвигавшейся диктатуры, вдохновился смертью Шарлотты Корде. 19 июля 1793 года он опубликовал манифест, посвящённый Корде, где сравнивал её с Катоном и Брутом. Он писал:

Когда власть узурпировала анархия, нельзя допускать убийство, ибо анархия подобна сказочной гидре, у которой на месте отрубленной головы немедленно отрастает три новых. Вот почему я не одобряю убийства Марата. И хотя этот представитель народа превратился в истинное чудовище, я всё равно не могу одобрить его убийства. И я заявляю, что ненавижу убийство и никогда не запятнаю им руки. Но я воздаю должное возвышенной отваге и восторженной добродетели, ибо они вознеслись над всеми прочими соображениями. И призываю, отринув предрассудки, оценивать поступок по намерениям того, кто его совершает, а не по его исполнению. Грядущие поколения сумеют по достоинству оценить поступок Шарлотты Корде.

Люкс не скрывал своего авторства, имея целью умереть на том же эшафоте, что и Шарлотта. Он был арестован, приговорён к казни за «оскорбление суверенного народа» и гильотинирован 4 ноября 1793 года.
Один из присяжных Революционного трибунала, Леруа, сокрушался, что осуждённые, подражая Шарлотте Корде, демонстрируют на эшафоте своё мужество. «Я бы приказал перед казнью делать кровопускание каждому осуждённому, чтобы лишить их сил вести себя достойно», — писал он.

## Цитата
Председатель суда: Кто внушил Вам столько ненависти?

Шарлотта Корде: Мне не надо было чужой ненависти, мне достаточно было своей.

## В культуре
Личность Корде превозносилась как противниками Французской революции, так и революционерами — врагами якобинцев (например, продолжавшими сопротивление жирондистами). Андре Шенье написал в честь Шарлотты Корде оду. В XIX веке пропаганда режимов, враждебных революции (Реставрация, Вторая империя) также представляла Корде национальной героиней.
Исчадье мятежей подъемлет злобный крик:

Презренный, мрачный и кровавый, 

Над трупом вольности безглавой

Палач уродливый возник.

Апостол гибели, усталому Аиду

Перстом он жертвы назначал, 

Но вышний суд ему послал

Тебя и деву Эвмениду.
Пушкин, как и часть декабристов, отрицательно относившийся к якобинскому террору, в стихотворении «Кинжал» назвал Шарлотту «девой-Эвменидой» (богиней мщения), настигшей «апостола гибели». Корде стала персонажем романа Александра Дюма-отца «Дочь маркиза».
У Рафаэля Сабатини Шарлотте посвящён рассказ «Тираноубийство: Шарлотта Корде и Жан-Поль Марат».
В фильме «Наполеон» (немой, Франция, 1927), реж. Абель Ганс. Роль Шалотты Корде сыграла актриса Маргарит Ганс.
В театральной постановке Питера Брука по пьесе Марат/Сад и одноименном фильме роль Корде сыграла выдающаяся британская актриса Гленда Джексон.
Режиссёр Анри Эльман в 2007 году снял фильм «Шарлотта Корде» с Эмили Декьенн в главной роли по роману Жана-Дени Бредена: «On ne meurt qu’une fois, Charlotte Corday» (Paris, Fayard, 2006). Премьера фильма в России состоялась 20 июня 2009 года на телеканале «Культура». Левая версия образов Корде и Марата дана в пьесе Петера Вайса «Преследование и убийство Жана Поля Марата».
По имени Шарлотты Корде был назван головной убор — шарлотта — шляпка, которая состояла из баволетки — чепца с оборкой на затылке — и мантоньерки — ленты, удерживающей шляпу. Почему-то шляпку носили сторонницы монархии и их последовательницы (Шарлотта Корде была республиканкой). Баволетки бывали очень большими, современники говорили, что они «падают на шею в виде фишю». Вторично шляпка стала популярна в некоторых слоях общества после падения Парижской коммуны — после 1871 года.
Игровой персонаж в игре «Fate/Grand Order».